# William Mueller
William Theodore Mueller (nascido em 10 de setembro de 1980) é um profissional estadunidense de wrestling, mais conhecido pelo seu ring name de Trevor Murdoch cujo trabalhou para a WWE de 2005 até 2008.

## Carreira
Murdoch começou no wrestling no ano de 1999, na Harley Race's Wrestling Academy em Missouri. Em 2000, junto com o seu irmão (kayfabe) Bo Dupp, Rhodes (na época com o ring name de Stan Dupp) conquistou o título de Tag Team nesse circuito. Em 2005, Murdoch já estava na OVW (território de desenvolvimento da WWE) e formou o time com Lance Cade, chamado TNT. Murdoch assinou com a WWE em junho de 2005.

### * WWE
Cade e Murdoch fizeram o seu debut em 22 de agosto de 2005. Murdoch troca seu ring name para Trevor Murdoch em homenagem a legenda Dick Murdoch, falecida em 1996.
No ano de 2007, Cade e Murdoch conquistam o World Tag Team Championship dos Hardy Boys e ficam com o título até o Judgment Day, no qual eles acabam perdendo para Matt e Jeff. A dupla tiveram como principais rivais os Cryme Tyme (Shad e JTG), Paul London e Brian Kendrick, além dos The Highlanders.
No draft de 2008, Trevor foi transferido para a SmackDown brand, mas a WWE rompeu o seu contrato, antes da sua estréia, em 3 de Julho.

### * Circuito independente
Em 9 de julho de 2008, a IWA Mid-South anunciou Trevor em uma luta com Insane Lane como Trevor Murdock, em um house show, na cidade de Sellersburg, Indiana.

### * TNA
Em 2009 efectuou algumas lutas na TNA com o ringname de Jethro Holiday, incluindo um "I Quit Match" contra Booker T, mas perdeu. Foi despedido no dia 11 de Novembro desse ano.

### * Regresso à WWE
Em 2011, Trevor Murdoch voltou à WWE e no dia 9 de Maio perdeu para Evan Bourne no dark match das gravações do WWE Monday Night Raw e no dia seguinte perdeu para Jey Uso, também num dark match.

## No Wrestling
- Golpes
  - Ace of Spades
  - Diving bulldog
  - Snap DDT
  - Spinning sitout spinebuster
  - Jawbreaker
  - Lariat
  - Reverse STO
  - Boston crab
  - Running big boot
  - Sweet and Sour (com Lance Cade)

- Tag Team

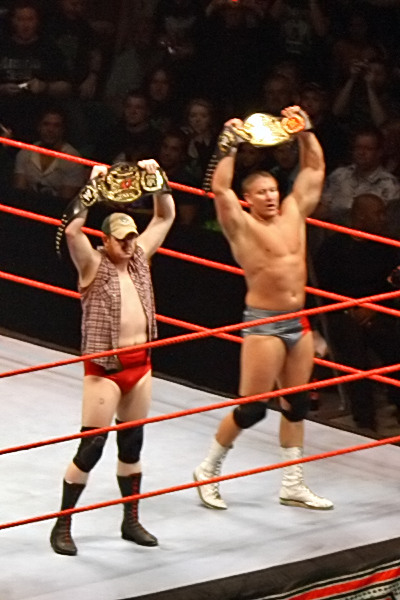
Murdoch (esquerda) e Lance Cade como os World Tag Team Champions.

  - Lance Cade e Trevor Murdock (2005 - 2008)

## Títulos e Prêmios
- World League Wrestling
  - WLW Heavyweight Championship - (3 vezes)
  - WLW Tag team Championship - (3 vezes)

- National Wrestling Alliance
- NWA World Heavyweight Championship (1 vez)
- NWA National Championship (1 vez)
- WWE
  - World Tag Team Championship - (3 vezes, com Lance Cade)